# Ларин, Владислав Владимирович
Владислав Владимирович Ларин (род. 7 октября 1995, Коткозеро, Карелия) — российский тхэквондист, олимпийский чемпион, чемпион мира и двукратный чемпион Европы.

## Карьера
С раннего детства занимался спортивной гимнастикой, но после травмы руки закончил выступления.
В 2002 году пришёл в тхэквондо. Закончил петрозаводский лицей № 13 и Институт физической культуры, спорта и туризма ПетрГУ.
Тренируется в Петрозаводске.
Вице-чемпион мира 2009 года среди юношей.
Чемпион России (2014).
Призёр ряда международных турниров, в том числе открытого чемпионата Сербии (2014, 3 место), турнир Luxor Open (2015, 1 место).
Бронзовый призёр чемпионата мира 2015 года.
Олимпийский чемпион игр в Токио.
Чемпион России 2023 года по тхэквондо
В 2022 году после начала российского вторжения на Украину обратился с видеообращением к жителям Карелии, в котором призвал «объединиться и поддержать мобилизованных ребят, которые сейчас стоят на страже нашей родины», но несмотря на это был допущен к соревнованиям.

## Награды
- Орден Дружбы (11 августа 2021 года) — за большой вклад в развитие отечественного спорта, высокие спортивные достижения, волю к победе, стойкость и целеустремленность, проявленные на Играх XXXII Олимпиады 2020 года в городе Токио (Япония)[4].
- Орден «Сампо» (30 июля 2021 года, Республика Карелия, Россия) — за большой личный вклад в развитие тхэквандо в Республике Карелия, подготовку и воспитание профессиональных спортсменов и победу на Играх XXXII Олимпиады 2020 года в Токио[5].
- Человек года Республики Карелия (2021 год)[6].
- Заслуженный мастер спорта России.

## Личная жизнь
Женат.